# La Cage aux orchidées
La Cage aux orchidées (titre original : Der Orchideenkäfig) est un roman de science-fiction de l'auteur autrichien Herbert W. Franke paru en 1961 et traduit en langue française en 1964.

## Critiques
- Gérard Klein, OPTA, coll. « Fiction », Revue, no 128, 1964/04.

## Édition française
- Herbert W. Franke, La Cage aux orchidées, traduit de l'allemand par Jean-Michel Deramat, Denoël, coll. « Présence du futur », no 73, 1964 (réédition en 1985).